# 戀愛吧女孩
《戀愛吧女孩》（日语：恋せよ女の子）是日本聲優田村由香里的第10張單曲。2005年5月25日由科樂美媒體娛樂發行，並由KING RECORDS負責分銷。商品編號為GBCM-1。

## 簡介
- 這是田村首張能打進Oricon每週排行榜的單曲。

## 收錄歌曲
1. - 作詞：羽月美久／作曲、編曲：小松一也
  - 動畫《极上生徒会》片頭曲
2. - 作詞：山野裕子／作曲、編曲：橋本由香利
  - 田村由香里主持的電台節目結尾曲（2005年4月〜2005年10月）
3. candy smile
  - 作詞：羽月美久／作曲、編曲：太田雅友
  - 田村由香里主持的電台節目開首曲（2005年4月〜2005年10月）

## 外部連結
- （日語） 田村由香里2005年單曲列表（田村由香里官方網站內）